# Гарбувек
Гарбувек (пол. Garbówek) — село в Польщі, у гміні Тушин Лодзький-Східного повіту Лодзинського воєводства.